# Parazit
Parazit était une émission hebdomadaire d'une demi-heure en persan à Voice of America.
Cette émission présentait une satire de la politique en Iran. Elle était produite par Kambiz Hosseini et Saman Arbabi, émigrants iraniens qui habitaient Washington et inspirée de l'émission satirique américaine The Daily Show.
L'émission est lancée à l'occasion de l'élection présidentielle iranienne de 2009. Elle devient très populaire en Iran où elle est reçue par internet, via des antennes satellites illégales ou DVD pirates. Son nom fait référence aux tentatives répétées du gouvernement iranien de brouiller les programmes satellite étrangers.
En raison du mode de diffusion, l'audience est impossible à déterminer mais, en janvier 2011, un des shows est vu 45 000 fois sur YouTube et la page Facebook est visitée 17 millions de fois dans le mois[réf. nécessaire].
Grâce à leur grand succès, Kambiz Hosseini et Saman Arbabi sont invités au Daily Show, le 20 janvier 2011.